# Février 1866

## Événements
- 7 février : combat d'Abtao dans la guerre hispano-sud-américaine.

- 11 février : le sultan d'Oman Thuwaïni ibn Sultan est assassiné par son fils. Le sultan de Zanzibar Madjid refuse de payer le tribut annuel au nouveau sultan de Mascate et Oman, Sélim. Il entreprend la construction de Dar es-Salaam, dont il veut faire sa capitale. Encouragé par son ami le commerçant écossais Mac Kinnon, il octroie à des négociants européens l’autorisation d’un courrier régulier entre Zanzibar et Aden. En échange, il reçoit un appui matériel pour l’édification de la ville et, plus discret, un appui du consul britannique Kirk, soucieux de maintenir la prépondérance anglaise dans la région.

- 12 février : ultimatum américain à la France : le secrétaire d’État William Seward ordonne à Napoléon III de retirer ses troupes du Mexique. La fin de la guerre de Sécession contraint la France à évacuer le Mexique, livrant Maximilien aux troupes de Benito Juárez.

- 23 février : le prince de Moldavie et de Valachie Cuza doit abdiquer à la suite d’une conspiration des agrariens hostiles à la réforme agraire de 1864. Il part pour Vienne et Florence puis meurt en 1873 à Heidelberg.
- Maurice Joly, inculpé et condamné par le tribunal correctionnel de la Seine pour « excitation à la haine et au mépris du gouvernement », est incarcéré à la prison Sainte-Pélagie à Paris, pour la publication et la diffusion depuis la Belgique de son dialogue philosophique pamphlétaire Dialogue aux enfers entre Machiavel et Montesquieu (1864) visant le Second Empire de Napoléon III. Sa peine de 15 mois durera jusqu'en mai 1867.

## Naissances
- 2 février : Enrique Simonet, peintre espagnol († 1927).
- 11 février : Eugène Chéreau, coureur cycliste français († 4 février 1949).
- 16 février : Vyacheslav Ivanov, poète russe († 16 juillet 1949).
- 27 février : Jules Benoit-Lévy, peintre français († 14 mars 1952).

## Décès
- 3 février : François-Xavier Garneau, historien.
- 19 février : Charles Richard Ogden, premier ministre du Canada-Uni.